# San Pedro de Choya
San Pedro de Choya es una localidad argentina del departamento Choya en la provincia de Santiago del Estero.

## Fundadores
Los fundadores y primeros vecinos de San Pedro fueron cuatro grandes terratenientes, y se encontraban emparentados entre sí. Si bien la presencia de don Crisanto Gómez alejándose de la política catamarqueña en virtud de la guerra civil le da brillo y leyenda a la fundación, es necesario aclarar que difícilmente haya sido de la partida inicial, ya que la escuela fue abierta en 1859, como escuela privada y oficializada en 1863 como escuela N.º 3 Fray Cayetano Rodríguez. Gómez asumió la primera magistratura provincial de Catamarca en 1868 y tras culminar su mandato se radicó en San Pedro, donde falleció y está enterrado en el cementerio local.

### Crisanto Gómez Molina
Crisanto Gómez Molina era nieto de Juan Nicolás Gómez y Bulacia y de María Mercedes Espeche y Quiroga, hijo de Cándido Bernabé Gómez Espeche –quien fue tenido por el hombre más acaudalado de la provincia de Catamarca- y de Francisca Antonia Molina y Barros. Esta señora no es ajena al clan familiar, pues su madre era María Rosalía Barros y Espeche, y su abuela María Josefa de Espeche y Toledo Pimentel.

### Félix Rosa Tolosa
Félix Rosa Tolosa era primo de Crisanto Gómez Molina, nieto de Juan Nicolás Gómez y Bulacia y de María Mercedes Espeche y Quiroga, hijo de Teresa Gómez Espeche y de Lorenzo Tolosa Leiva.

### Fermín Brizuela
Fermín Brizuela era marido de Eladia Gómez Jerez, prima hermana de Félix Rosa Tolosa y de Crisanto Gómez Molina, nieta de Juan Nicolás Gómez y Bulacia y de María Mercedes Espeche y Quiroga, hija de Pedro Ignacio Gómez Espeche y de Clara Jerez Trejo, los fundadores de Villa La Punta. A su vez, Fermín Brizuela es cuñado de Félix Rosa Tolosa, casado con Melitona Brizuela y Molina. Pero además, los hermanos Melitona y Fermín Brizuela eran medio hermanos de Crisanto Gómez Molina, pues la madre de todos ellos era Francisca Antonia Molina y Barros, de quien ya hablamos.

### Juan Francisco Espeche y Gómez
Juan Francisco Espeche y Gómez era hijo de Juan Victorino Espeche y Quiroga -hermano de María Mercedes- y de María Simona Gómez y Bulacia –hermana de Juan Nicolás- conocido esquema de matrimonios entrecruzados que las familias serranas vienen practicando desde tiempos de la Conquista para retener el patrimonio familiar. Por lo tanto será doble tío segundo de cada uno de los restantes fundadores, doble puesto que lo es tanto por padre como por madre. Obviamente resultaba el mayor de los cuatro, por lo tanto es probable que a él le hubiere cabido la principal responsabilidad en la fundación del nuevo pueblo.
Como puede constatarse, las “pintorescas deturpaciones familiares” en las que “la abuela materna resultaba prima hermana del yerno y la abuela paterna, en la misma familia, tía carnal de la abuela materna y tía segunda de sus nietos” a las que hace alusión Di Lullo no se originan en San Pedro de Choya, sino que son anteriores a la fundación misma, y corresponde por tanto atribuirlas a la sociedad serrana originaria y no a su sucedánea choyana.

## Decadencia del pueblo
La línea ferroviaria Córdoba-Tucumán fue encarada por el propio Estado Nacional y concluida en 1876. En forma simultánea se iniciaron las obras de la línea de Córdoba a Cuyo, y de allí a Catamarca. Supone Di Lullo que es el tren lo que mató al pueblo.
Si bien la rutilante actividad social de San Pedro se prolongó hasta 1938, ya en 1954 Orestes Di Lullo afirmaba que “el San Pedro de hoy vive la agonía de de los pueblos que no saben qué hacer después de haberlo hecho todo.” En 2006 sólo quedan sesenta y seis personas distribuidas en dieciocho hogares.
La decadencia sobrevino como consecuencia de la paulatina pérdida de gravitación del NOA y por el paso de una sociedad eminentemente rural a otra principalmente urbana. Las viejas familias propietarias que como familias feudales habitaban en ámbitos rurales desde los primeros tiempos hispánicos se vieron envueltos en este proceso generalizado de urbanización de la sociedad argentina. El Tucumán, que hacia 1857 contenía el 43,9 % de la población argentina, para 1895 sólo representaba el 26,9% de los habitantes del país. A su vez, la población rural, que en 1869 representaba el 71,4%, en 1895 se había reducido al 62,6%, y para 1914 representaba sólo el 47,5%

## Población
Cuenta con 87 habitantes (Indec, 2010), lo que representa un incremento del 33,8% frente a los 65 habitantes (Indec, 2001) del censo anterior.
| Gráfica de evolución demográfica de San Pedro de Choya entre 1991 y 2010 |
|                                                                          |
| Fuente: Censos nacionales del INDEC                                      |

## Sismos de Santiago del Estero
El 1 de enero de 2011 (14 años), 21 de febrero y el 2 de septiembre de 2011, varias extensas áreas fueron epicentro de sismos de 7,0; 5,9; y 6,9 grados en la escala de Richter, aunque sin causar daños ni víctimas, pues se registraron a profundidades de 600 km; y los movimientos telúricos llegaron a sacudir edificios altos en varias provincias, incluyendo la ciudad de Buenos Aires.

### Sismicidad
La sismicidad del área de Santiago del Estero es frecuente y de intensidad baja, y un silencio sísmico de terremotos medios a graves cada 40 años.
El 4 de julio de 1817 (207 años), sismo de 1817 de 7,0 Richter, con máximos daños reportados al centro y norte de la provincia, donde se desplomaron casas y se produjo agrietamiento del suelo, los temblores duraron alrededor de una semana. Se estimó una intensidad de VIII grados Mercalli. Hubo licuefacción con grandes cantidades de arena en las fisuras de hasta 1 m de ancho y más de 2 m de profundidad. En algunas de las casas sobre esas fisuras, el terreno quedó cubierto de más de 1 dm de arena.
Aunque la actividad geológica ocurre desde épocas prehistóricas, el sismo del 20 de marzo de 1861 (164 años) señaló un hito importante dentro de la historia de eventos sísmicos argentinos ya que fue el más fuerte registrado y documentado en el país. A partir del mismo la política de los sucesivos gobiernos provinciales y municipales han ido extremando cuidados y restringiendo los códigos de construcción. Pero solo con el terremoto de San Juan del 15 de enero de 1944 (81 años) los Estados provinciales tomaron real estado de la gravedad sísmica de la región.